# 小林治 (插畫師)
小林治（日语：／ Kobayashi Osamu，1964年1月10日—2021年4月17日）是日本的插画家、机械设计师和动画导演，出身于东京都。

## 人物简介
高中毕业后，小林治曾从事过一段时间的设计师和漫画家的工作。在加入《格兰蒂亚》开发团队之后，他开始主要活跃在动画领域。
小林治的哥哥小林诚是同行。
小林治十分喜欢摇滚乐，与日本摇滚乐队SUNDAYS关系密切。
2019年，小林治罹患肾癌。2021年4月17日，他因罹癌不治，得年57岁。

## 主要作品

### 动画
《Beck》/《摇滚新乐团》

### 游戏
- 《格兰蒂亚》（1997年）——世界设定设计

- 《神机世界Evolution》（1999年）——世界设定设计 / 机械设计 / DEMO导演

- 《铳墓》（2002年）——美术设计 / 机械设计 / 舞台概念设计

### 漫画
- （2014年）